# Ostorházi Bernadett
Ostorházi Bernadett (Budapest, 1990. augusztus 19. –)  magyar színésznő.

## Életpályája
2009–2014 között a Színház- és Filmművészeti Egyetem hallgatója volt. Gyakorlati éveit a székesfehérvári Vörösmarty Színházban töltötte, ahol tag is volt 2014–2015-ben. 2015-ben Londonba költözött ahol színészkent es producerként dolgozik Bernadett Swann néven.

## Fontosabb színházi szerepei
- Presser Gábor - Sztevanovity Dusán - Horváth Péter: A Padlás (Süni) - 2014/2015
- Dosztojevszkij: A Félkegyelmű (Alekszandra, Varja ) - 2014/2015
- Kellér Dezső - Szilágyi László - Harmath Imre - Ábrahám Pál: 3:1 A Szerelem Javára (Borcsa, Stancingerné, Szobalány, Stancingerné, Szobalány, Borcsa) - 2014/2015
- Mihail Bulgakov: A Mester És Margarita (Poprihina, Villamosvezetőnő, Barna Nő) - 2013/2014
- Helen Edmundson: Irtás (Madeleine Preston (A Bemutatón), Madeleine Preston (A Bemutatón)) - 2013/2014
- Móricz Zsigmond - Gyökössy Zsolt: Pillangó (Marótiné) - 2013/2014
- Molière: A Fösvény (Élise, Harpagon Lánya, Valère Szerelmese) - 2013/2014
- Küszöb (Szereplő) - 2012/2013
- Haikuk (Szereplő) - 2012/2013
- Fred Ebb - Joe Masteroff - John Harold Kander: Kabaré (Szereplő, Szereplő) - 2012/2013
- Brian Friel: Hitgyógyász (Grace) - 2012/2013
- Carlo Gozzi: A Kígyóasszony (Cherestani, Királynő) - 2012/2013
- Euripidész: Ion (Pythia, Apollon Jós Papnője) - 2011/2012
- Meller Rózsi: Jelenetek Írja Hadnagy Darabból (Szereplő) - 2010/2011

## Tv-s és filmszerepei
- Oltári csajok (2017)
- Pappa Pia (2017)
- Munkaügyek (2015)
- Fapad (2015)
- A láthatatlan seb (2014)
- Felming - Rázva, nem keverve (2014)
- Pillangó (2012)
- Hacktion (2012)